# 蒋琼耳
蒋琼耳（1978年—），中國女性企業高管、設計師。

## 生平
蒋琼耳生於上海，外公是畫家蒋玄佁，父親是一位建筑师。蒋琼耳曾师从程十发學習畫畫，师从韩天衡學習書法。1995年，蒋琼耳進入同济大学艺术设计专业學習，2000年畢業、後來又前往法国国家装饰艺术学院學習。2006年，蒋琼耳替爱马仕设计橱窗。2008年，蒋琼耳和爱马仕共同投资创立的品牌“上下”，蒋琼耳出任上下公司的CEO兼设计总监，并持有部分股份。2010年9月，上下在香港廣場开设了首家零售店。2013年，上下在巴黎開設了一家分店。2022年，蒋琼耳卸任上下的首席執行官。